# أنف جوجل
أنف جوجل أعلنت جوجل في 1 أبريل 2013 أنها أطلقت خدمة «أنف جوجل»، تسمح للمستخدم البحث من خلال حاسة الشم، وعند الرغبة في استخدام الخدمة تطلب جوجل من المستخدم جعل أنفه قريب من الشاشة حتى يتم تنفيذ أوامر الخدمة، وعندما يتم تجريبها تظهر عبارة: «418: خطأ بروتوكول نقل الرائحة»، مع طلب «الرجاء إعادة المحاولة لاحقاً». حيث أن هذه الخدمة عبارة عن كذبة أبريل.